# Kong Yingchao
Kong Yingchao (chinesisch 孔颖超, Pinyin Kǒng Yǐngchāo, * 9. Oktober 1982 in Tongliao, Innere Mongolei, China) ist eine chinesische Biathletin.

## Werdegang
Kong Yingchao begann 1995 mit dem Biathlon. Sie ist Sportsoldatin, die für keinen Verein, sondern für den chinesischen Biathlonverband antritt. Die in Dalian lebende und von Wang Weiyi und René Altenburger-Koch (bis 2008 Klaus Siebert) trainierte Sportlerin debütierte 1999 beim Weltcup in Lake Placid. In ihrem ersten Sprint wurde sie 55. und konnte sich für die anschließende Verfolgung qualifizieren, kam dort jedoch nicht ins Ziel. Bei ihrem vierten Weltcupauftritt 2000 in Ruhpolding kam sie erstmals in die Top Ten. In den nächsten Jahren war die Athletin sehr unbeständig. Guten Ergebnissen folgten fast immer schlechte. Mehrfach kam sie – entweder wegen Überrundung in der Verfolgung oder wegen Disqualifikation – nicht ins Ziel.
In der Saison 2004/05 gelang es ihr, sich zu stabilisieren. Viermal kam sie in dieser Saison in die Top 10, im Sprint und der Verfolgung von Pokljuka wurde sie Zweite. Sie nahm an den Olympischen Winterspielen 2002, 2006 und 2010 teil, erreichte jedoch abgesehen von einem 17. Rang in der Verfolgung in Turin keine vordere Platzierung. Auch ihre Weltmeisterschaftsstarts von 2000 bis 2008 verliefen abgesehen von einem sechsten Platz im Massenstart 2005 in Hochfilzen wenig erfolgreich.

## Biathlon-Weltcup-Platzierungen
Die Tabelle zeigt alle Platzierungen (je nach Austragungsjahr einschließlich Olympische Spiele und Weltmeisterschaften).
- 1.–3. Platz: Anzahl der Podiumsplatzierungen
- Top 10: Anzahl der Platzierungen unter den ersten zehn (einschließlich Podium)
- Punkteränge: Anzahl der Platzierungen innerhalb der Punkteränge (einschließlich Podium und Top 10)
- Starts: Anzahl gelaufener Rennen in der jeweiligen Disziplin
- Staffel: inklusive Mixed- und Single-Mixed-Staffeln

| Platzierung                      | Einzel | Sprint | Verfolgung | Massenstart | Staffel | Gesamt |
| -------------------------------- | ------ | ------ | ---------- | ----------- | ------- | ------ |
| 1. Platz                         |        |        |            |             |         |        |
| 2. Platz                         |        | 1      | 1          |             |         | 2      |
| 3. Platz                         |        | 1      |            |             | 2       | 3      |
| Top 10                           | 2      | 7      | 5          | 2           | 33      | 49     |
| Punkteränge                      | 12     | 25     | 19         | 11          | 41      | 108    |
| Starts                           | 30     | 75     | 43         | 11          | 45      | 204    |
| Stand: nach der Saison 2009/2010 |        |        |            |             |         |        |